# Galeriegrab Schadeck
Das Galeriegrab Schadeck ist eine mögliche megalithische Grabanlage der Jungsteinzeit bei Schadeck, einem Ortsteil von Runkel im mittelhessischen Landkreis Limburg-Weilburg.
Die Anlage wurde 1939 entdeckt und im gleichen Jahr archäologisch untersucht. Dabei wurde eine ost-westlich orientierte Trockenmauer mit einer Länge von 1,3 m und einer Höhe von 0,5 m festgestellt, neben der eine 1,8 m lange, nord-südlich orientierte unregelmäßige Reihe von Steinblöcken verlief. Weiterhin wurde eine Steinplatte mit einer Länge von 1 m und einer Breite von 0,5 m gefunden. Skelettreste wurden nicht festgestellt. Die wenigen aufgefundenen Keramikscherben konnten nur allgemein als vorgeschichtlich eingeordnet werden. Die Anlage wurde zunächst als mögliche Steinkiste oder als Hausgrundriss gedeutet. 1981 wurde am Standort der Anlage eine weitere Platte aus Grünsandstein gefunden. Sie hat eine Länge von 1,2 m und eine Breite von 0,6 m.